# Coca-slægten
Coca-slægten (Erythroxylum eller Erythroxylon) er en tropisk slægt af planter, med mere end 200 arter. I slægten findes Coca, den busk, som indeholder stoffet kokain, og som bruges blandt den oprindelige befolkning i Andesbjergene som en slags te. Her omtales kun den ene art, som har betdning i Danmark.
| Arter |

- Coca (Erythroxylum coca)